# Сент-Альвер-Сен-Лоран-Ле-Батон
Сент-Альвер-Сен-Лоран-Ле-Батон (фр. Sainte-Alvère-Saint-Laurent Les Bâtons) — колишній муніципалітет у Франції, у регіоні Нова Аквітанія, департамент Дордонь. Сент-Альвер-Сен-Лоран-Ле-Батон утворено 1 січня 2016 року шляхом злиття муніципалітетів Сент-Альвер i Сен-Лоран-де-Батон. Адміністративним центром муніципалітету є Сент-Альвер.

## Історія
1 січня 2017 року Сент-Альвер-Сен-Лоран-Ле-Батон і Сандріє було об'єднано в новий муніципалітет Валь-де-Луїр-е-Кодо.